# Hobey Baker

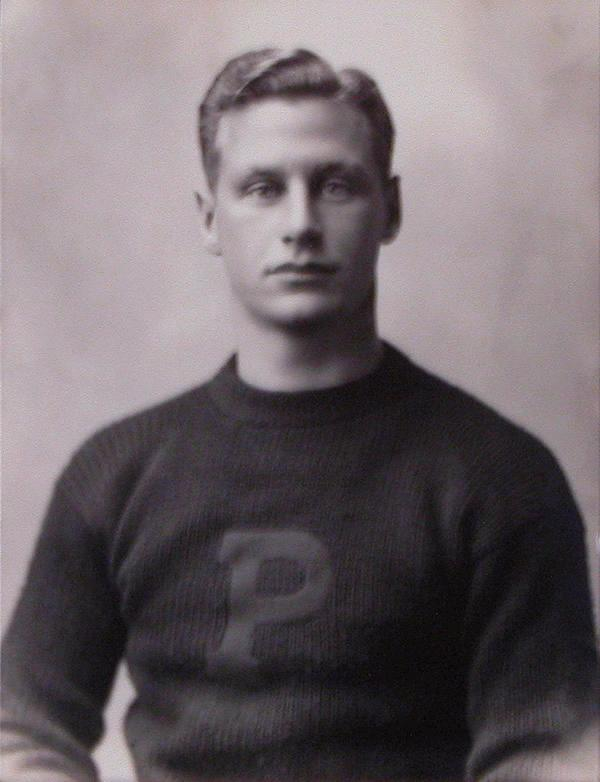
Hobey Baker

Hobart Amory Hare Baker (* 15. Januar 1892 in Wissahickon, Pennsylvania; † 21. Dezember 1918 in Toul, Frankreich) war ein US-amerikanischer Eishockeyspieler und einer der ersten zwölf Mitglieder der Hockey Hall of Fame, bei deren Gründung im Jahre 1945.
Hobart "Hobey" Baker war die erste in den Vereinigten Staaten von Amerika geborene Eishockeylegende.
Baker verbrachte zwei Jahre (1908 bis 1910) an der St. Paul’s School in Concord, New Hampshire. Hier wuchs er zu einem herausragenden Athleten heran; seine Fähigkeiten des Schlittschuhlaufens und seine Schusstechnik waren auf höchstem Niveau. 
1910 ging er an die Princeton-Universität und wurde sehr schnell zum Führungsspieler der dortigen Eishockeymannschaft, der Princeton Tigers. Baker führte die Tigers zu einem Titelgewinn im Jahre 1913/14. Gleichzeitig war er noch Kapitän des Football-Teams. 
Obwohl sehr schnell professionelle Clubs auf ihn aufmerksam wurden, wollte er doch eigentlich nur aus Spaß und Freude Eishockey spielen. Bevor er sich hier entscheiden sollte, meldete er sich als Pilot im Ersten Weltkrieg. Hier wurde er für das Croix de guerre für seinen beispiellosen Einsatz unter Beschuss vorgeschlagen. Am 21. Dezember 1918 verlor Baker bei einem Flugunglück im französischen Toul sein Leben.
Heute wird der Hobey Baker Memorial Award an den besten College-Eishockeyspieler in den Vereinigten Staaten vergeben. Die Princeton Tigers benannten ihre Sportarena nach diesem herausragenden Sportler.
Baker ist Mitglied der United States Hockey Hall of Fame und der College Football Hall of Fame. 
1945 wurde er mit der Aufnahme in die Hockey Hall of Fame geehrt.

## Erfolge und Auszeichnungen
- 1987 Lester Patrick Trophy